# Niederkirchen bei Deidesheim
Niederkirchen bei Deidesheim è un comune di 2 340 abitanti della Renania-Palatinato, in Germania.

Appartiene al circondario (Landkreis) di Bad Dürkheim (targa DÜW) ed è parte della comunità amministrativa (Verbandsgemeinde) di Deidesheim.